# Physopleurus erikae
Physopleurus erikae är en skalbaggsart som beskrevs av Santos-silva och Martins 2009. Physopleurus erikae ingår i släktet Physopleurus och familjen långhorningar. Inga underarter finns listade i Catalogue of Life.